# August Döring
August Döring, född 1834, död 1912, var en tysk filosof.
Döring var 1870-1883 gymnasierektor, därefter docent i Berlin. Han betraktade filosofin främst som en egendomslära. Bland Dörings skrifter märks Philosophische Güterlehre (1888), Handbuch der menschlich-natürlichen Sittenlehre (1899) samt Geschichte der griechischen Philosophie (2 band, 1903).